# Changmin
Changmin (bürgerlicher Name: Shim Chang-min koreanisch 심창민) (* 18. Februar 1988 in Seoul) ist ein südkoreanischer Sänger, Schauspieler und Mitglied des Popduos TVXQ. Er tritt unter dem Künstlernamen MAX auf.
Changmin spricht fließend koreanisch und japanisch.

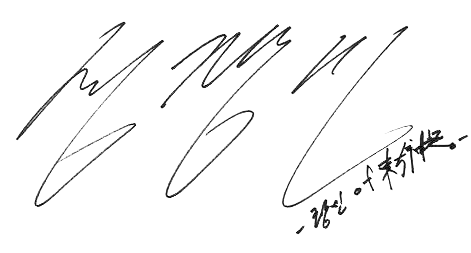
Unterschrift

## Familie
Changmin wurde als Sohn einer buddhistischen Familie geboren. Mit 14 wurde er von Talentscouts von SM Entertainment entdeckt. Er hatte zwar kein Interesse, aber seine Mutter wollte bei den Castings BoA treffen.
Zwischen 2006 und 2009 studierte er an der Kyung-Hee-Universität postmoderne Musik. 2011 schloss er Studium in Film und Kunst an der Konkuk University ab. Danach begann er ein Masterstudium an der Inha Universität.
Seinen Wehrdienst leistete er zwischen 19. November 2015 und 18. August 2017 bei den südkoreanischen Streitkräften ab.

## Karriere
Am 26. Dezember 2003 trat TVXQ erstmals auf. Die Besetzung war Changmin, U-Know Yunho, Kim Jae-joong, Park Yoo-chun und Kim Jun-su.  Kim Jae-joong, Park Yoo-chun und Kim Jun-su verließen TVXQ 2009. 2010 kehrten Changmin und Yunho als Duo zurück. In Japan feiern TVXQ als Duo große Erfolge.

## Filmographie (Auswahl)
- 2011: Paradise Ranch
- 2011: Athena: Jeonjaeng-ui Yeoshin
- 2011: Welcome to the Show
- 2012: Ôgon o daite tobe
- 2013: Saki
- 2014: Mimi
- 2015: Bameul geotneun seonbi